# Gnosjöregionen
Gnosjöregionen, även kallad GGVV-regionen, är en region i västra Småland som omfattar kommunerna Gislaved, Gnosjö, Vaggeryd och Värnamo.